# Tahy László
Tahvári és tarkeői Tahy László (Eperjes, 1881. május 16. – Budapest, 1940. március 2.) magyar királyi titkos tanácsos, a képviselőház volt alelnöke, miniszterelnökségi, majd belügyminisztériumi államtitkár, rendkívüli követ és meghatalmazott miniszter, volt országgyűlési képviselő. A Magyar Érdemrend nagykeresztje, a Kormányzói teljes elismerést jelképező Magyar Koronás Nagy Aranyérem, a Polgári hadi érdemkereszt 2. osztálya, a Ferenc József rend tiszti nagykeresztje hadi díszítménnyel, a Vaskorona-rend 3. osztálya, valamint több külföldi érdemrend nagykeresztjének tulajdonosa.

## Életpályája
Szülei Tahy Mihály és Glós Erzsébet voltak. A bécsi konzuli akadémia elvégzése után 1904-ben a Budapesti Kereskedelmi és Iparkamaránál dolgozott. 1905-től az Osztrák–Magyar Monarchia bukaresti konzulátusán, majd a bécsi közös külügyminisztériumba volt beosztva. 1907-ben alkonzul volt Monasztirban. 1909-ben Mitrovicán volt alkonzul. 1913 őszétől Bagdadban, majd – az Osztrák-Magyar Monarchia összeomlásáig – Moszulban és Konstantinápolyban teljesített szolgálatot. Az önálló magyar külügyi szolgálat megszervezése során 1920-tól II. osztályú követségi tanácsosi címmel a prágai diplomáciai képviselet vezetője volt 1922. március 24-ig. 1920-tól rendkívüli követként és meghatalmazott miniszterként, 1924-től ankarai követként dolgozott. 1927–1933 között Magyarország meghatalmazott törökországi nagykövete volt. 1934-től berni követ és a Népszövetség melletti képviselet vezetője volt. 1935-től a Gömbös-kormányban miniszterelnökségi, majd 1938-ig belügyi államtitkár, 1935–1939 között Balassagyarmat kormánypárti képviselője volt.
Temetése a Kerepesi temetőben történt.